# Plectaneia stenophylla
Plectaneia stenophylla là một loài thực vật có hoa trong họ La bố ma. Loài này được Jum. miêu tả khoa học đầu tiên năm 1934.